# پرستوی جنگلی خاکستری
پرستوی جنگلی خاکستری (نام علمی: Artamus fuscus) نام یک گونه از تیره پرستوجنگلیان است.